# نظرية المجنون

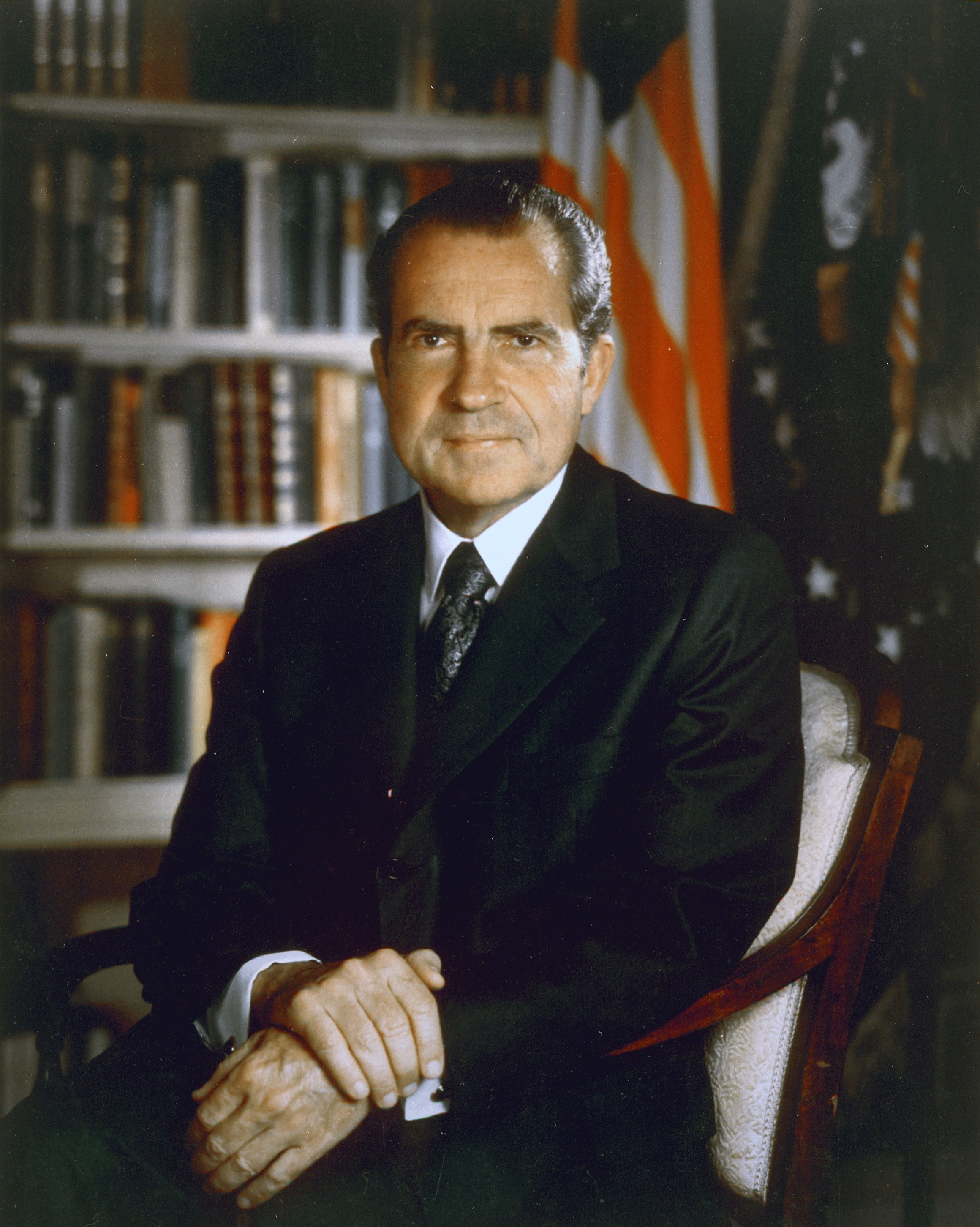

نظرية المجنون هي ليست نظرية بالمعنى الفلسفي الجاد.
ظهرت في الأدبيات الأمريكية التي نشرت عن حرب فيتنام، ومع ذلك فإنها برهنت في الصعيد التطبيقي بأنها ضرب من سوء التقدير.
صاحب النظرية هو وزير الخارجية الأمريكي هنري كسنجر، والذي ارتبط اسمه بالمفاوضات السرية التي جرت في باريس بين الوفد الأمريكي والفيتنامي الشمالي.

## الروايات عن هذه «النظرية»
أولى الروايات عن هذه «النظرية» أوردها الكاتب الصحفي الكندي مايكل ماكلير في سرده لقصة الحرب الفيتنامية وملابساتها وتداعياتها السياسية، من خلال كتابه «حرب العشرة آلاف يوم».
يقول صاحب الرواية، وقد كان أحد مساعدي الرئيس نيكسون في البيت الأبيض، إن كسنجر كان يمارس «النظرية» في سياق العملية التفاوضية مع الفريق التفاوضي الفيتنامي في باريس، الذي كان يرأسه لي دوك تو عضو المكتب السياسي في الحزب الشيوعي الحاكم في جمهورية فيتنام الشمالية، عندما تصل المساجلة التفاوضية إلى نقطة يتصلب عندها الفريق الفيتنامي، كان كسنجر يطلب تعليق العملية... ثم بعد ذلك يختلي مع لي دوك تو، فيقول له متقمصاً دور الرجل الطيب: أحب أن تعرف أن ذلك الرجل الجالس في البيت الأبيض في واشنطن (يعني الرئيس نيكسون) مجنون!، ولولا أنني أقوم بتهدئته من حين لآخر لأمر بتسوية فيتنام كلها بالأرض!.
ويطرق كسنجر لحظة مدعياً الحيرة ثم يواصل: الآن وقد أوصلتم التفاوض إلى طريق مسدود فإن هذا الرجل عندما يبلغه الخبر سوف يجن جنونه، إنه قطعاً سوف يأمر باستئناف القصف الجوي على مدنكم، ويطرق مرة أخرى قبل أن يقول: إنني أنصحكم بالمرونة وإبداء قدر من التنازل حتى أتمكن من تهدئة ثائرة ذلك الرجل!.
ووجه الغباء في هذه «النظرية» كما هو واضح، أن كسنجر كان يفترض أن نظيره الفيتنامي من السذاجة بحيث أنه لم يكن يدرك أن «النظرية» متفق عليها سلفاً بين الرئيس الأمريكي ومساعده على سبيل لعبة توزيع الأدوار.